# Guido Di Naccio
Guido Di Naccio (Dielsdorf, 5 ottobre 1971) è un doppiatore e direttore del doppiaggio italiano.

## Carriera
Nato in Svizzera, è cresciuto in Abruzzo, dove ha studiato recitazione all'Accademia Flaiano di Pescara, frequentando la quale ha avuto come insegnanti Roberto Pedicini, Christian Iansante e Alba Bucciarelli. Ha anche recitato, sotto la guida del regista teatrale Sabatino Ciocca, presso il Marruccino di Chieti.
Si è distinto in particolare per avere doppiato Gabriel Macht nella serie TV Suits, in cui interpretava il protagonista Harvey Specter, e anche Silco nella serie animata Arcane.

## Doppiaggio

### Cinema
- Mark Duplass in Darling Companion, The Lazarus Effect, Paddleton
- Jerry O'Connell in Veronica Mars - Il film , La lista dei fan**lo
- Gordon Lam in Cold War, Firestorm
- Scott Adkins in I mercenari 2, Triple Threat
- Teemu Savolainen in Star Wreck: In the Pirkinning
- James Hetfield in The Darwin Awards
- John Hawkinson in R. L. Stine: I racconti del brivido - Non ci pensare!
- Imran Patel in A Mighty Heart
- Michael Desante in The Hurt Locker
- Kayvan Novak in Four Lions
- Adam Rodriguez in Per amore o per interesse
- Jason Flemyng in Ironclad
- Jayson Warner Smith in Footloose
- Johann Urb in Il mio angolo di paradiso
- Aksel Hennie in Age of Heroes
- Jason Brooks in Beverly Hills Chihuahua 3: Viva La Fiesta!
- Tim Guinee in Just Like a Woman
- Benjamin Biolay in Quando meno te l'aspetti
- Diarmaid Murtagh in Renegades - Commando d'assalto
- Ben Shenkman in Il processo ai Chicago 7
- Leonidas Gulaptis in Guida sexy per brave ragazze
- Riccardo Floris in Time Is Up 2
- Omar Chaparro in Blackout
- Davor Tomic in Un'isola per cambiare
- Mario Casas in Bird Box Barcellona
- Michael Epp in The Beekeeper
- Erik Follestad in Come sempre a Natale
- Lee Pace in Bodies Bodies Bodies
- Tanta Ginting in The Shadow Strays
- Bobby Cannavale in Inarrestabile
- Antoni Pawlicki in Death Before the Wedding
- Pedro Pascal ne I Fantastici Quattro - Gli inizi
- Daniel Bernhardt in Io sono nessuno 2

### Serie televisive
- Jason Gedrick in Dexter, Law & Order - Unità vittime speciali, Le regole del delitto perfetto
- Daniel Gillies in The Vampire Diaries, The Originals
- Jerry O'Connell in Ugly Betty, Samantha chi?
- Andrew Thacher, Joel Bissonnette e Sean McGowan in Senza traccia
- Jason Douglas e Russel DeGrazier in Friday Night Lights
- Nashawn Kearse e Frank John Hughes ne I Soprano
- John Hawkinson e Nick Koestersin The Kill Point
- Tim Kang e David Ackert in The Unit
- Frederick Koehler e Peter Paige in Bones
- Shawn Hatosy e Jason Manuel Olazabal in Fear the Walking Dead
- Liam McMahon in Titanic - Nascita di una leggenda
- Ed Stoppard in Miss Marple al Bertram Hotel
- Steve Liesman in Too big to fail
- Carey Van Dyke in Mega Python vs. Gatoroid
- Todd Hofley in Falcon Beach
- Dominic Keating in Heroes
- Dan Feuerriegel in Spartacus
- Anjul Nigam in Grey's Anatomy
- Ken Marino in NYPD - New York Police Department
- Frank Chiesurin in The Listener
- Phil LaMarr in La vita secondo Jim
- William deVry in Nikita
- Robbie Washington in Wildfire
- Michael S. Walter in In Plain Sight - Protezione testimoni
- Lucas Near-Verbrugghe in Law & Order - Unità vittime speciali
- Sebastian Spence in Camelot
- Tom Melissis in Agente speciale Sue Thomas
- Fırat Tanış in Io sono Farah
- Enrique Arce in Genesis
- José Manuel Seda in Fisica o chimica
- Darien Sills in Person of Interest
- Joe Manganiello in Medium
- Antonio Sabato Jr. in Hot in Cleveland
- Marcus Rosner in The Secret Circle
- Dash Mihok in Grey's Anatomy
- Gilles Marini in Modern Family
- Sean Rogerson in Smallville
- David DeSantos in Pretty Little Liars
- Tom Wlaschiha in Il trono di spade
- Gabriel Macht in Suits
- Reggie Lee in Grimm
- Joe DeRosa in Better Call Saul
- Marcus Graham in Secret City
- Taylor Handley in Code Black
- Scott Aiello in Billions (1ª voce)
- Jason Babinsky in Billions (2ª voce)
- Cas Anvar in Doubt - L'arte del dubbio
- Scott William Winters in Criminal Minds
- Adam Kulbersh in Bosch
- Tarek Bishara in Bull
- Mario Casas in The Innocent: Suburbia Killer
- Corey Stoll in Scene da un matrimonio
- Justin Hen in The Terminal List
- Ben Cotton in The Night Agent
- David Tennant in Ahsoka
- Hugo Diego Garcia in Morte e altri dettagli
- Alan Thicke in Beautiful
- Horst-Günter Marx in Medici in corsia
- Rodrigo Cuevas in Lana, fashion blogger
- Mario Guercio in Heidi bienvenida
- Sebastián Holz in Kally's Mashup
- Sergio Surraco in Bia
- Sarp Can Köroğlu in Mr. Wrong - Lezioni d'amore
- Kaan Urgancıoğlu in Love 101
- Federico Aguado in Valeria
- Mikkel Boe Følsgaard in The Rain
- Saqib Saleem in Citadel: Honey Bunny
- Lee Jin-wook in Squid Game
- Rodolfo Sancho in Amore e vendetta - Zorro
- Gaius Charles in The Walking Dead: Dead City

### Animazione
- Orm e Ray in Young Justice
- Kaoru e voce anticipazioni in Fresh Pretty Cure!
- Lyle e Handicop in Paradise Police[5]
- Valtor in Winx Club
- Kyo Misumi/Takeru in Shin Jeeg Robot d'acciaio
- Antilope in L'era glaciale 3 - L'alba dei dinosauri
- Laslie Hunt in The Looney Tunes Show
- Vincent Van Ghoul in Scooby-Doo! Mystery Incorporated
- Riff Tamson e Rush Clovis (s.6) in Star Wars: The Clone Wars
- Kumojacky in HeartCatch Pretty Cure!
- Steve Smith in China, IL
- Biowulf in Generator Rex
- Toffee in Marco e Star contro le forze del male
- Papà Puzzola in La famiglia Passiflora
- Silco in Arcane
- Fago in Übel Blatt
- Eric in Super ladri
- Vangelis in LEGO Ninjago
- Barbadolce in Pinocchio and Friends
- Brown in The Grimm Variations

### Videogiochi
- Kayn in League of Legends
- Trevor Ackers e Christopher Sorrell in Wet (2009)[6]
- Ammiraglio Statura e mercante di rottami rodiano in LEGO Star Wars: Il risveglio della Forza[7]
- Altre voci in Star Wars Jedi: Fallen Order[8], Ghost of Tsushima,[9] Star Wars Jedi: Survivor[10]